# Dzierzgów (przystanek kolejowy)
Dzierzgów – nieistniejący przystanek osobowy w Dzierzgowie w Polsce, w województwie zachodniopomorskim, w powiecie myśliborskim, w gminie Myślibórz.